# Sporocybe nigrella
Sporocybe nigrella är en svampart som beskrevs av Berk. 1850. Sporocybe nigrella ingår i släktet Sporocybe, ordningen Pleosporales, klassen Dothideomycetes, divisionen sporsäcksvampar och riket svampar.   Inga underarter finns listade i Catalogue of Life.